# Dueñas (Palencia)
Dueñas ist eine Kleinstadt und eine Gemeinde (municipio) mit 2.587 Einwohnern (Stand: 2024) im äußersten Süden der nordspanischen Provinz Palencia in der Autonomen Gemeinschaft Kastilien-León. Das historische Zentrum des Ortes ist seit 1967 als Kulturgut (Bien de Interés Cultural) in der Kategorie Conjunto histórico-artístico anerkannt.

## Lage
Die Kleinstadt Dueñas liegt an der Autovía A-62 auf dem Westufer des Río Pisuerga und des Canal de Castilla am Ostrand der Agrarlandschaft Tierra de Campos in einer Höhe von ca. 700 m. Die Entfernung zur nördlich gelegenen Provinzhauptstadt Palencia beträgt knapp 20 km (Fahrtstrecke); die Stadt Valladolid befindet sich knapp 30 km südwestlich. Das Klima im Winter ist rau, im Sommer dagegen trocken und warm; der eher spärliche Regen (ca. 430 mm/Jahr) fällt überwiegend im Winterhalbjahr.

## Bevölkerungsentwicklung
| Jahr      | 1857  | 1900  | 1950  | 2000  | 2021  |
| Einwohner | 3.908 | 4.053 | 3.674 | 2.949 | 2.592 |

Infolge der Mechanisierung der Landwirtschaft und der Aufgabe bäuerlicher Kleinbetriebe wanderten viele Arbeitskräfte und deren Familien im 20. Jahrhundert in die größeren Städte ab (Landflucht); dadurch entstand ein Kaufkraftschwund, der auch in der Kleinstadt einen Bevölkerungsrückgang auslöste.

## Wirtschaft
Das Umland von Dueñas ist in hohem Maße landwirtschaftlich geprägt, wobei die Viehzucht traditionell eine weniger wichtige Rolle spielte; der Ort bot die notwendigen regionalen Dienstleistungen in den Bereichen Handwerk und Handel. Dueñas gehört heute zum kleinen Weinbaugebiet Cigales; der Tourismus spielt insgesamt nur eine untergeordnete Rolle.

## Geschichte
Bereits in der Antike lag der Ort strategisch günstig an einer Verbindungsstraße zwischen Burgos und Valladolid unweit des Zusammenflusses von Río Carrión und Río Pisuerga. Auch die Westgoten hinterließen einige wenige Zeugnisse ihrer Anwesenheit, bevor die arabisch-maurischen Heere im 8. Jahrhundert in die Region vordrangen. Doch bereits im 9. Jahrhundert eroberten die Christen unter Alfons III. die Gegend vorübergehend zurück (reconquista). Ende des 10. Jahrhunderts kam sie im Rahmen der Vorstöße Almansors erneut unter muslimische Oberhoheit, bis sie im Jahr 1064 von Ferdinand I. von León endgültig erobert wurde. Alfons VI. gewährte der Stadt im Jahr 1078 gewisse Freiheitsrechte und Privilegien (fueros). Im 15. und 16. Jahrhundert erlebte sie ihre Blütezeit.

## Sehenswürdigkeiten
- Die Iglesia de Santa María de la Asunción ist der Himmelfahrt Mariens geweiht. Sie entstand bereits um Jahr 1200 – aus dieser Zeit sind noch die Mittelapsis sowie die nördliche Seitenapsis erhalten. Die drei in Form einer Staffelhalle erbauten Kirchenschiffe zeigen bereits frühgotische Kreuzrippengewölbe. Größter Schatz der Kirche ist der flämisch-spanische Schnitzaltar mit Szenen aus dem Leben Jesu und Mariens aus den Jahren 1510 bis 1518. Das Chorgestühl (sillería) entstand um 1500; oberhalb befinden sich mehrere spätgotische Wandgräber. Das kleine Pfarrmuseum ist in der Sakristei untergebracht; besonders hervorzuheben ist eine Ecce-Homo-Figur von Diego de Siloé aus dem Jahr 1525.[5]
- Ein weiterer bedeutender Kirchenbau gehört zum ehemaligen Augustinerkonvent und stammt aus der Zeit um 1600.
- Die Kirche des Hospital de Santiago ist ebenfalls zu besichtigen.
- Ein Getreidespeicher (pósito) aus dem 18. Jahrhundert ist das wichtigste zivile Gebäude der Stadt.

Umgebung
- Nur ca. 200 m vom Ort entfernt befinden sich einige ins bröselige Gestein getriebene Vorratskeller (bodegas).
- Ca. 3 km nordöstlich der Kleinstadt befindet sich ein ursprünglich im 7. Jahrhundert gegründetes Benediktinerkloster, welches im Jahr 1891 in die neu gegründete Trappistenabtei San Isidro de Dueñas umgewandelt wurde. Das dem späten Herrera-Stil verpflichtete schmucklose Klostergebäude wirkt eher kasernenartig.

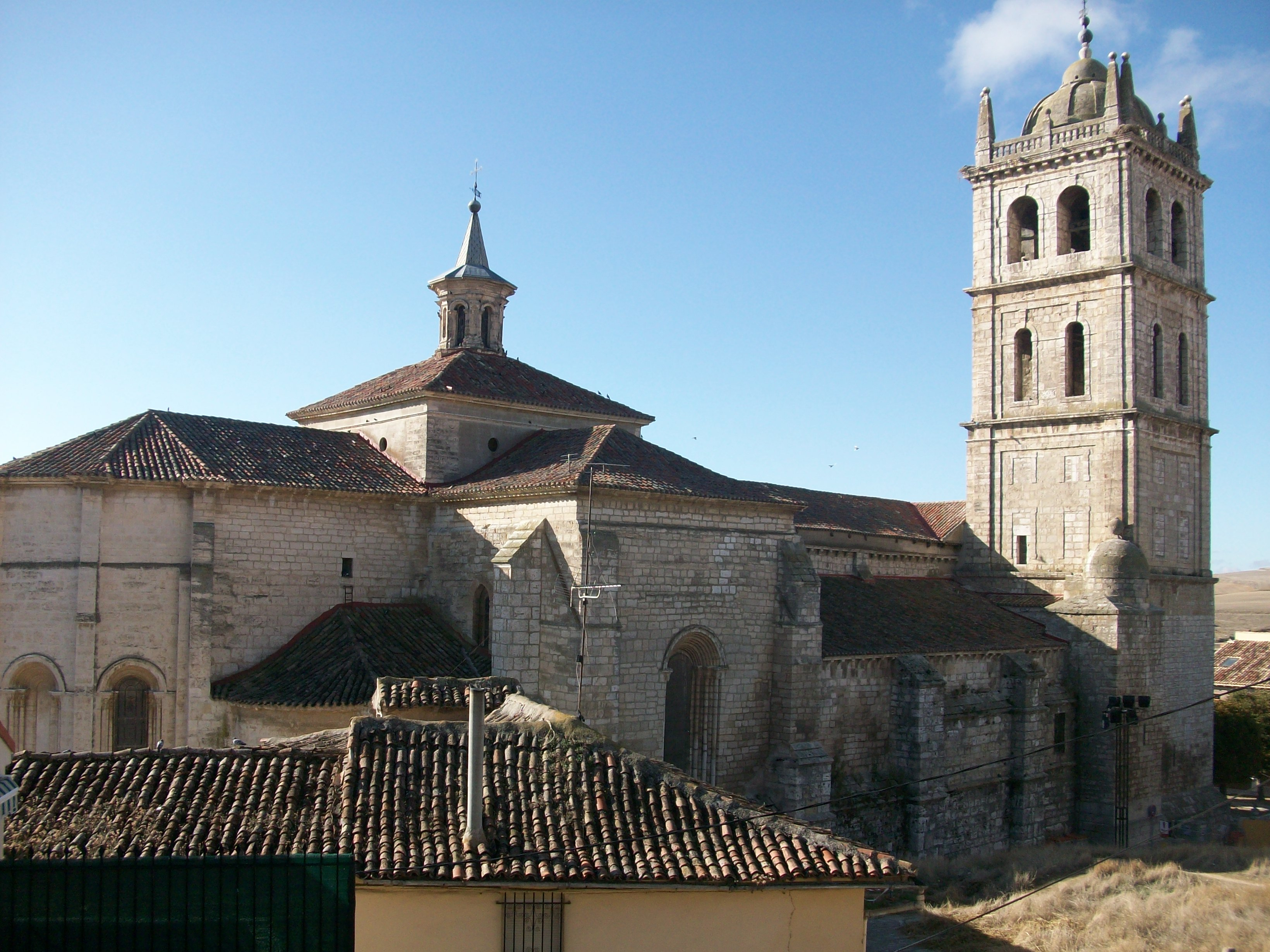
Santa María de la Asunción
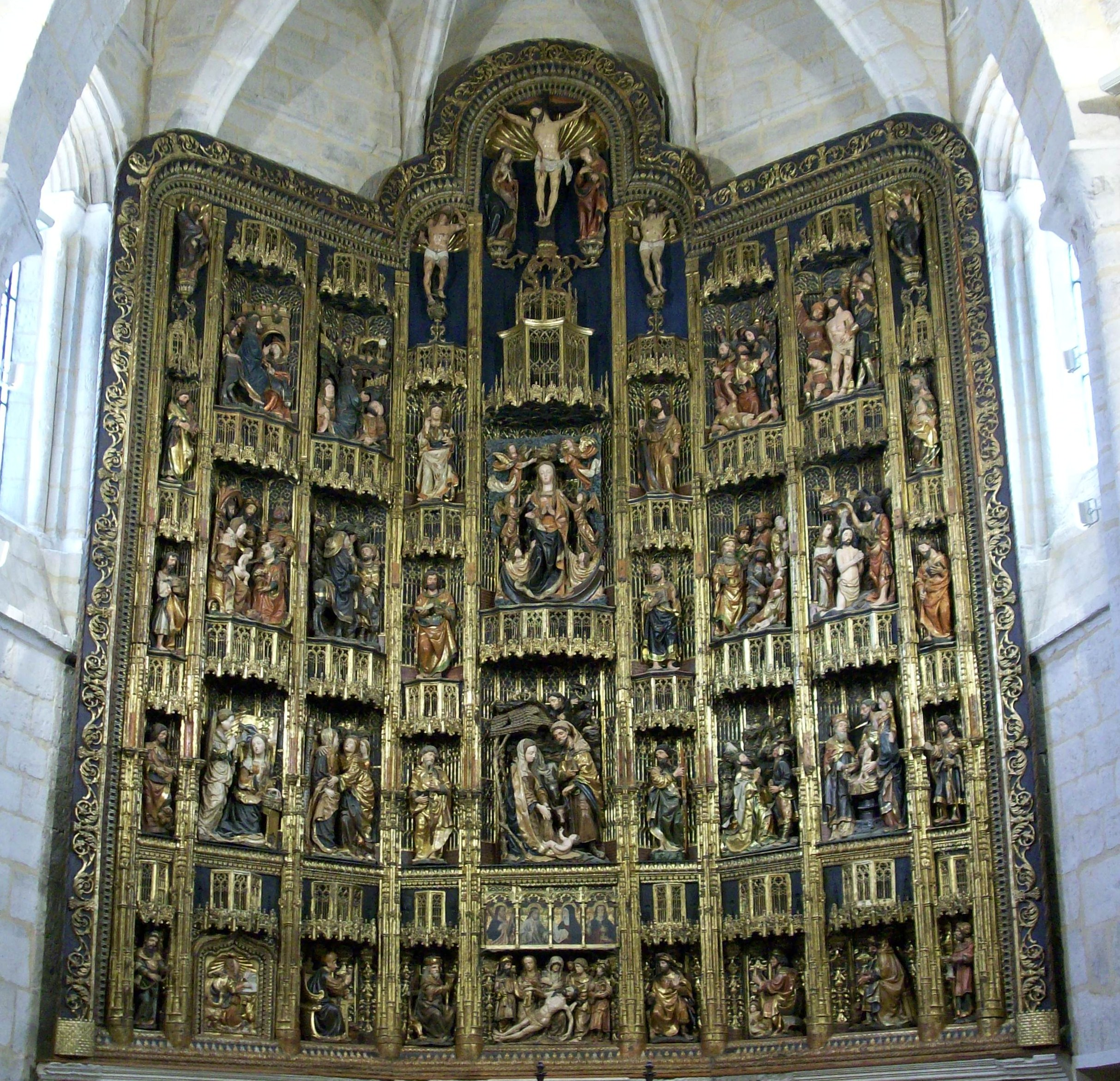
Altarretabel
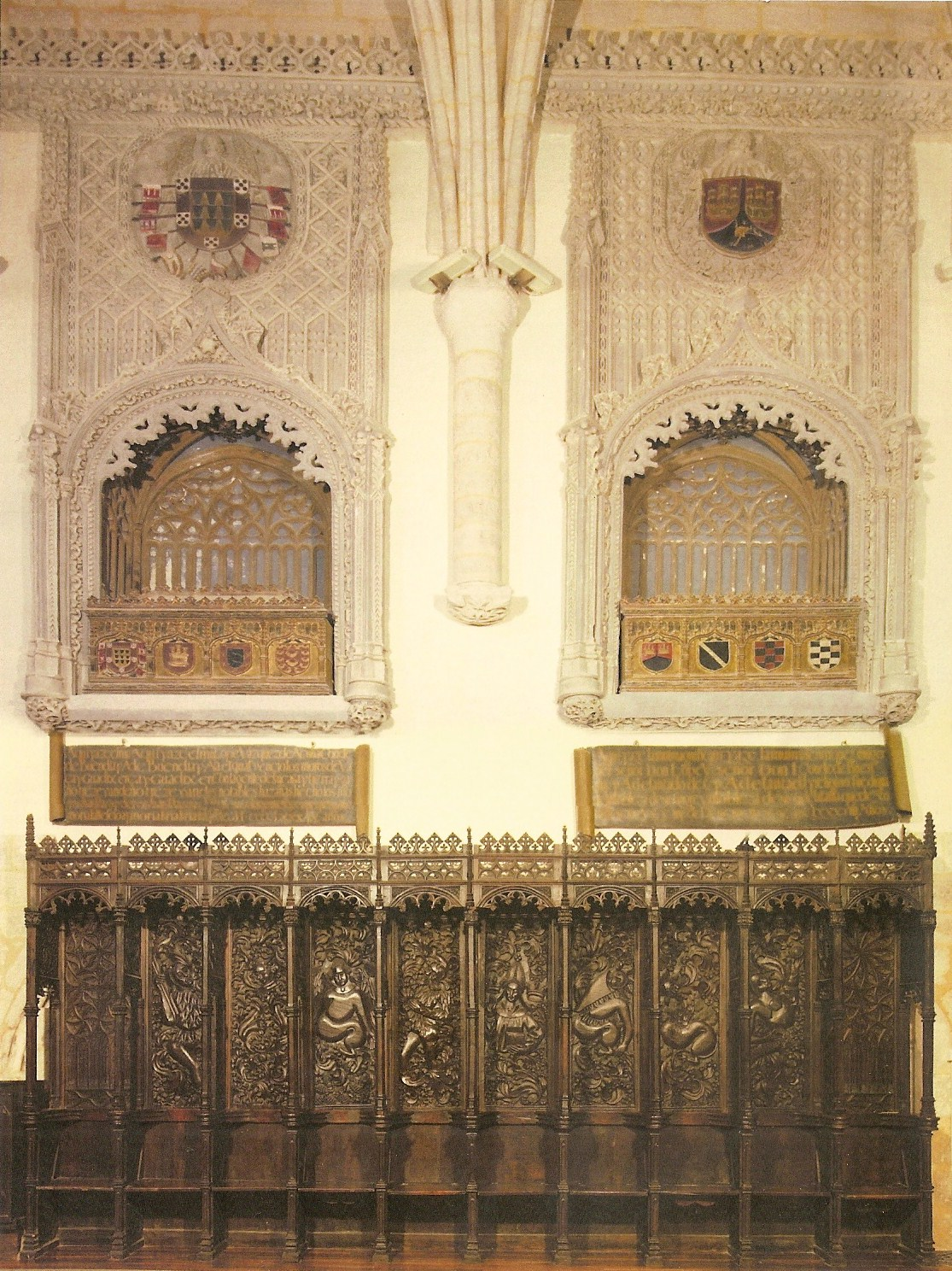
Chorgestühl und Wandgräber
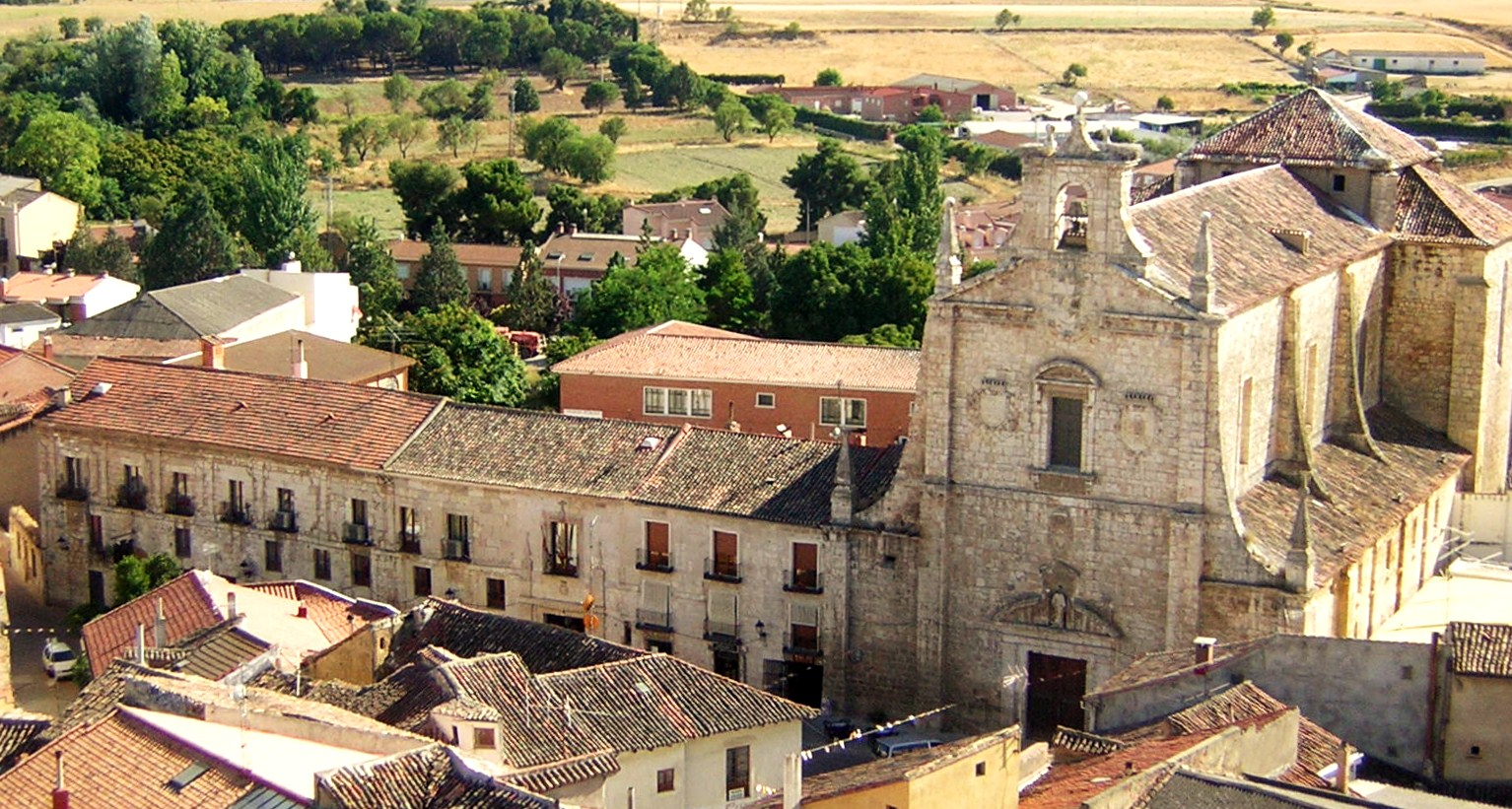
Convento de San Agustín
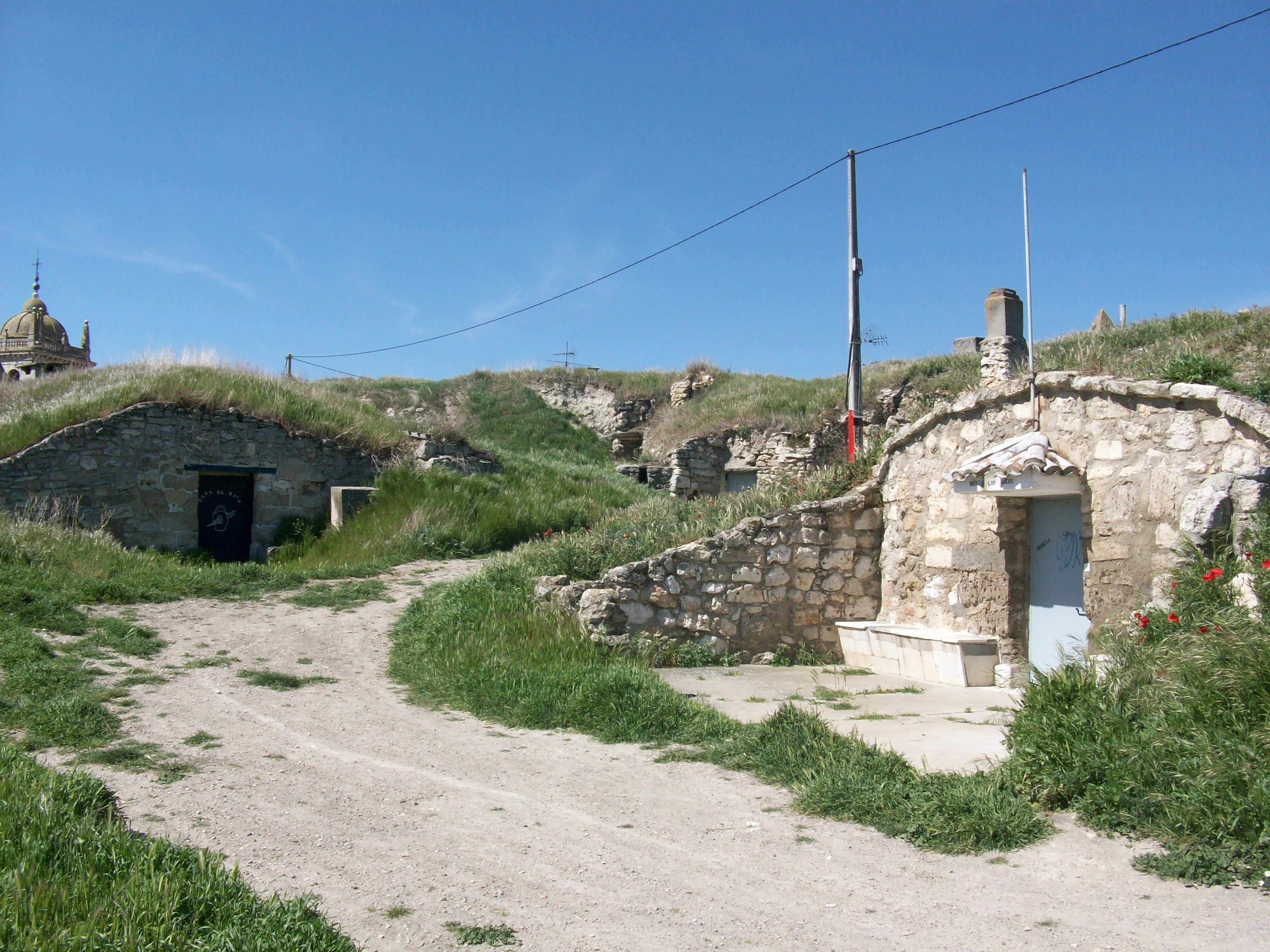
Bodegas
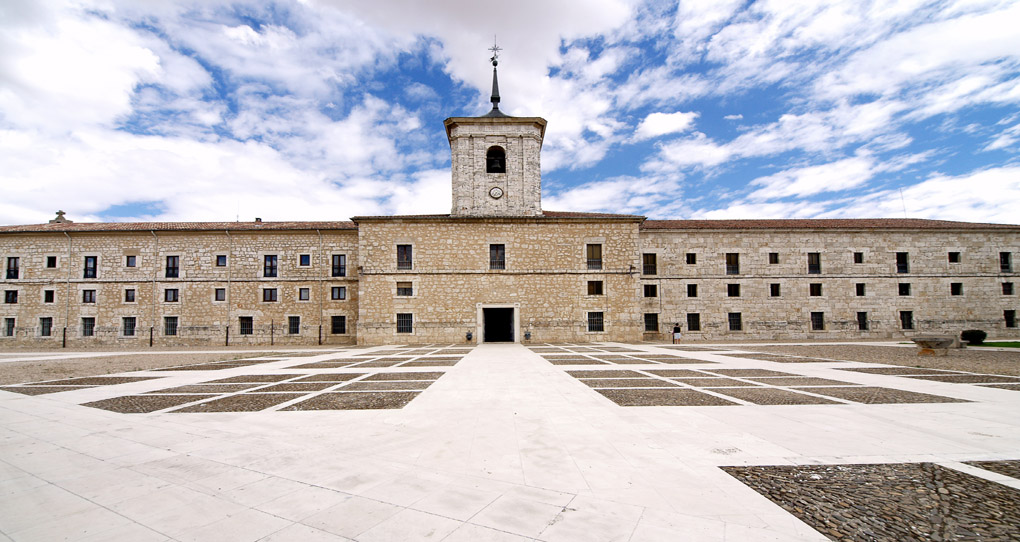
San Isidro de Dueñas